# Ягрыш (приток Шонги)
Ягрыш — река в России, протекает в Кичменгско-Городецком районе Вологодской области. Устье реки находится в 34 км по левому берегу реки Шонги. Длина реки составляет 19 км.
Исток реки находится на Северных Увалах в заболоченной тайге в 3 км к юго-западу от деревни Верхнесавинская. Река течёт на восток от истока, затем поворачивает на юго-восток и юг, русло сильно извилистое. Всё течение проходит по ненаселённому холмистому лесному массиву, впадает в Шонгу в 8 км к северо-западу от деревни Матасово.

## Данные водного реестра
По данным государственного водного реестра России и геоинформационной системы водохозяйственного районирования территории РФ, подготовленной Федеральным агентством водных ресурсов:
- Бассейновый округ — Двинско-Печорский;
- Речной бассейн — Северная Двина;
- Речной подбассейн — Малая Северная Двина;
- Водохозяйственный участок — Юг;
- Код водного объекта — 03020100212103000010729.